# Años 1500 a. C.
La década de los años 1500 a. C. comenzó el 1 de enero de 1509 a. C. y terminó el 31 de diciembre de 1500 a. C. Corresponde al siglo XVI a. C.
https://exe.io/gallery

## Acontecimientos
- 1506 a. C.: según la Crónica de Paros, Erictonio reinaba en Atenas.
- 1506 a. C. — Cécrope I, legendario rey de Atenas, muere después de un reinado de 50 años. Habiendo sobrevivido a su propio hijo, fue sucedido por Cránao.
- h. 1506 a. C.— Tutmosis I (Dinastía XVIII de Egipto) comienza a gobernar. Alternativamente, una fecha de hacia 1504 a. C. también es posible.
- Egipto conquista Nubia y el Levante (1504 a. C.–1492 a. C.).
- 1500 a. C.: 
  - Aparece en la zona del Índico y del Pacífico un estilo de cerámica grabada y dentada denominada lapita debido a que así se llamaba uno de los yacimientos de Nueva Caledonia, donde se encontró.[1]
  - Comienza la civilización micénica en la Antigua Grecia.
  - El uso doméstico de pequeños ídolos de barro entre las comunidades agrícolas de Mesoamérica sugiere el surgimiento de creencias religiosas complejas.[1]
  - En China se domestica el búfalo para labores del campo.[1]
  - Los alfareros de la cultura de La Chorrera, en la costa de Ecuador, elaboran hermosas piezas de cerámica decoradas con motivos naturalistas.
  - Los reyes kushitas conquistan Kemet (el antiguo Egipto).
  - Pueblos pastores arios emigran de las regiones montañosas de Asia Central al norte de la India. Los arios hablaban una lengua indoeuropea que se convertiría en la principal fuente del sánscrito, del que se derivaron, a su vez, muchos idiomas indios.[1]
  - Se hace la primera mención del reloj de sol en China, durante la Dinastía Shang.[1]
  - Una máscara funeraria, de hoja de oro, forma parte del tesoro hallado en tumbas reales micénicas de esta época[1]
- 1500 a 1400 a. C.: El hinduismo surge como la principal religión de la India. Nació a partir de una síntesis gradual de hábitos religiosos védicos autóctonos con elementos introducidos a partir de las invasiones de pueblos arios en el II milenio a. C. El hinduismo incluye la creencia en la reencarnación, el politeísmo y una visión jerarquizada de la sociedad, relacionada con el sistema de castas.[1]
- 1500 a. C.–500 a. C. — Se componen los Vedas.
- En Europa aparecen los celtas.
- Aparecen los amonitas.
- Éxodo bíblico, según Simcha Jacobovich en la más antigua sugerencia del documental El Éxodo descodificado.
- El elemento mercurio ha sido descubierto en tumbas egipcias que datan de esta década.
- Los restos de hurón domesticado más antiguos datan de esta época.[2]
- Los polinesios se asientan en Fiyi.
- Fecha aproximada de la aparición del buey como animal doméstico en Europa.
- Comienza la celebración de los Misterios eleusinos en la Grecia.